# Lassouts
Lassouts é uma comuna francesa na região administrativa de Occitânia, no departamento de Aveyron. Estende-se por uma área de 30,74 km². Em 2010 a comuna tinha 307 habitantes (densidade: 10 hab./km²).